# Анико
Анико (итал. Annicco) је насеље у Италији у округу Кремона, региону Ломбардија.
Према процени из 2011. у насељу је живело 1499 становника. Насеље се налази на надморској висини од 60 м.

## Становништво
Према резултатима пописа становништва 2011. у општини је живело 2.075 становника.
| 1931. | 1936. | 1951. | 1961. | 1971. | 1981. | 1991. | 2001. | 2011. |
| ----- | ----- | ----- | ----- | ----- | ----- | ----- | ----- | ----- |
| 4.196 | 4.039 | 4.113 | 3.290 | 2.612 | 2.190 | 2.002 | 1.897 | 2.075 |